# Danno da riperfusione
Si parla di danno da riperfusione ad un tessuto quando la circolazione sanguigna torna al tessuto dopo un periodo di ischemia. L'assenza di ossigeno e nutrienti crea una condizione in cui il ripristino della circolazione ha come risultato l'infiammazione e lo stress ossidativo con conseguente danno ai tessuti coinvolti, invece della ripresa della normale funzionalità.

Diversi meccanismi sono coinvolti in questo fenomeno:
- Perdita dell'omeostasi ionica: durante la fase di ischemia, a causa della deplezione di ATP, si ha una progressiva riduzione della funzionalità della pompa Na+/K+ ATPasi. In conseguenza di questo evento si ha un accumulo intracellulare di sodio che porta al rigonfiamento osmotico della cellula. Per limitare questo fenomeno, il sodio intracellulare viene scambiato con il calcio extracellulare, microsomiale e mitocondriale attraverso gli scambiatori 2Na+/Ca2+. In conseguenza di ciò viene limitato l'accumulo di osmoliti inorganici nel citosol, mentre si realizza un netto incremento del calcio citosolico.
- Attivazione dell'enzima xantina ossidasi: l'accumulo di calcio citosolico porta all'attivazione di numerosi enzimi calcio-dipendenti (fosfolipasi, proteasi, endonucleasi). Tra gli enzimi attivati vi è la calpaina, una proteasi, che taglia irreversibilmente l'enzima xantina-deidrogenasi trasformandolo nell'isoforma xantina-ossidasi. Quest'ultimo enzima ossida la ipoxantina (prodotta dalla degradazione dell'adenosina a sua volta derivante dal catabolismo dell'ATP) ad acido urico usando come substrato l'ossigeno e producendo nel corso della reazione anione superossido, importante fonte di radicali liberi dell'ossigeno. Rientra nei Danni da radicali liberi.
- Produzione di nitroperossido: il monossido d'azoto prodotto dalle cellule endoteliali in risposta all'ischemia si combina con l'anione superossido formando il radicale nitroperossido. Quest'ultimo, oltre ad essere un potente ossidante, può attivare direttamente l'enzima nucleare PARP-1, il quale determina la polimerizzazione dei residui di NAD+, riducendo ulteriormente le possibili fonti energetiche cellulari. Il PARP-1 è inoltre in grado di promuovere la fuoriuscita dai mitocondri di elementi pro-apoptotici (AIF).
- Disfunzioni mitocondriali: danni alla membrana mitocondriale (causati dalle fosfolipasi), sommati agli squilibri della concentrazione del calcio determinano disfunzioni alla catena di trasporto degli elettroni, con aumentata instabilità mitocondriale. Come risultato viene aumentata la produzione di ROS mentre si riduce la sintesi di ATP e viene favorita la creazione dei pori di transizione di permeabilità mitocondriale, con l'innesco della via intrinseca dell'apoptosi.
- Richiamo di cellule infiammatorie: il danno ischemico porta all'attivazione delle cellule endoteliali che reclutano in loco cellule infiammatorie circolanti come i neutrofili e i monociti. Le cellule infiammatorie attivate a loro volta rilasciano grandi quantità di enzimi litici e possono essere esse stesse fonte di ROS a causa dell'assemblaggio del complesso della NADPH-ossidasi.
- Eccitotossicità: nel caso l'ischemia riguardi il tessuto nervoso, si può verificare un ulteriore fenomeno. Il glutammato rilasciato dai neuroni morenti può andare ad attivare i recettori NMDA del glutammato nei neuroni circostanti, incrementando ulteriormente in questi ultimi l'afflusso di calcio e potenziando così i meccanismi lesivi sopra descritti.